# Takashi Saito
Takashi Saito (齋藤 恭志 Saito Takashi?), född 25 december 1993 i Niigata prefektur, är en japansk fotbollsspelare.
Saito började sin karriär 2012 i Japan Soccer College. Efter Japan Soccer College spelade han för Granscena Niigata, Morioka Zebra och Grulla Morioka.